# Tradició (dret civil)
La tradició, segons el dret civil, consisteix, en sentit ampli, en el lliurament de la possessió d'un bé per part del posseïdor anterior a un nou posseïdor. En un sentit més estricte, la tradició és el lliurament de la cosa amb la voluntat del transmetent i de l'adquirent, de transmetre i adquiri, respectivament, el dret real de que es tracti (la propietat, l'usdefruit, etc.).
Segons la teoría del títol i del mode, el títol sería un contracte transmissiu (per exemple, la compravenda) i el mode seria la tradició (el lliurament). Així, la transmissió de la propietat en virtut d'una compravenda es produeix amb l'atorgament d'aquest contracte i, a més, amb el lliurament de la possessió del bé objecte de venda i de compra (la tradició del bé).

## Modalitats
Tradició real
Consisteix en posar la cosa en poder i possessió de l'adquirent. És per tant el traspàs del poder efectiu sobre la cosa, amb el lliurament manual en cas de béns mobles o l'ocupació material en el cas de béns immobles.
Tradició simbòlica
Es produeix quan no es lliura la cosa en si, sino un accessori que la simbolitza, com per exemple el lliurament de les claus del local, o de la caixa de seguretat, on s'emmagatzemen o guarden els béns mobles adquirits, o el lliurament de títols que representen els drets o béns incorporats transmesos.
Tradició consensual
És la produïda pel simple acord de les parts, sense que es produeixi el lliurament material del bé. Una modalitat és la "traditio brevi manu" (tradició abreujada) que es basa en el fet que l'adquirent ja tenia la possessió de la cosa, per un altre títol anterior (quan, per exemple, qui era l'arrendatari d'un bé, del que ja en té la possessió, n'adquireix la propietat i, per tant, no cal que li sigui lliurada la possessió).
Tradició instrumental
Es produeix quan el títol (per exemple, una compravenda) en virtut del qual s'ha de dur a terme el lliurament de la possessió, es formalitza en escriptura pública. En tal cas es considera efectuada la tradició pel sol fet d'atorgar l'escriptura (instrument), llevat que en aquesta s'estableixi el contrari (indicant-se de forma directa o indirecta que no es lliura la possessió).

## Regulació en el dret civil català
El Codi civil de Catalunya regula la tradició al seu Llibre V (relatiu als drets reals), Títol III (De l'adquisició, la transmissió i l'extinció del dret real), Capítol I (Adquisició), Secció segona (Tradició), que comprèn els articles 531-2 a 531-6.